# آرماگدون (فیلم ۱۹۷۷)
آرماگدون (ایتالیایی: Quel giorno il mondo tremerà) فیلمی در ژانر جنایی به کارگردانی آلن ژوسوا است که در سال ۱۹۷۷ منتشر شد. از بازیگران آن می‌توان به آلن دلون، ژان یان، میشل دوشوسوآ و رناتو سالواتوری اشاره کرد.